# ヴィクサーレ沖縄FC
ヴィクサーレ沖縄FC（ヴィクサーレおきなわフットボールクラブ、Vicsale Okinawa Football Club）は、沖縄県那覇市を拠点に活動するサッカークラブである。
2005年1月1日に創設。2006年1月11日に運営法人となる特定非営利活動法人ヴィクサーレスポーツクラブが設立された。理事長の加藤久が総監督を務める。
女子チーム（ナビィータ）以外にスクール・ジュニア・ジュニアユースの4つのカテゴリーを有する。なお、ユースチームは2009年度より休部中である。

## ヴィクサーレ沖縄FCナビィータ
ヴィクサーレ沖縄FCナビィータ（ヴィクサーレおきなわFCナビィータ、Vicsale Okinawa FC Nabiita）は、沖縄県那覇市を本拠地とする女子サッカーチーム。活動拠点は、沖縄県那覇市古波蔵の漫湖公園多目的広場。クラブの名称であるナビィータは、昔の沖縄で女性の名前によく使われた「なびぃ」とポルトガル語でかわいい娘「ボニータ」を合わせた造語である。

### 概要
2006年4月に発足。中学生・高校生の女子選手が所属しており、県内の女子サッカー選手の育成を推進している。
かつてはなでしこリーグ参入を目指す社会人チームも保有していた。2016年から九州女子サッカーリーグに所属したが、2022年をもってリーグを退会。その後は中学生・高校生によるチームが沖縄県女子サッカーリーグで活動している。

### 主な大会成績
- 2007年度から九州女子U-15選手権大会に7大会連続出場（2007～2013）
- 平成23年度第16回九州女子ユース（U-15）サッカー選手権大会・沖縄県大会・優勝
- 平成23年度第29回九州女子サッカー選手権大会・沖縄県大会優勝
- 平成23年度KBC学園杯争奪2011沖縄県女子サッカー選手権大会・優勝
- 2012年度第24回九州なでしこサッカー大会・沖縄県大会・優勝
- 平成24年度第17回九州女子ユース（U-15）サッカー選手権大会・沖縄県大会・優勝（2年連続2度目）
- 平成24年度第30回九州女子サッカー選手権大会・沖縄県大会優勝（2年連続2度目）
- 2013年度第25回九州なでしこサッカー大会・沖縄県大会・優勝（2年連続2度目）
- 平成25年度第18回九州女子ユース（U-15）サッカー選手権大会・沖縄県大会・優勝（3年連続3度目）
- 平成25年度第31回九州女子サッカー選手権大会・沖縄県大会優勝（3年連続3度目）
- 2008年度第19回ガールズエイト（U-12）サッカー選手権大会・沖縄県大会優勝
- 2013年度第24回ガールズエイト（U-12）サッカー選手権大会・沖縄県大会優勝（4年ぶり2回目）

【2013年度】
- 第25回九州なでしこサッカー大会・沖縄県大会：優勝
- 第18回九州女子ユース(U-15)サッカー選手権大会沖縄県大会：準優勝
- 第31回九州女子サッカー選手権大会・沖縄県大会：優勝
- 第4回九州女子フットサル(U-15)沖縄県大会：優勝
- 第17回九州女子ユースサッカー選手権大会・沖縄県大会：優勝

【2014年度】
- 第26回九州なでしこサッカー大会沖縄県予選：優勝
- 第18回九州女子ユース(U-15)サッカー選手権大会沖縄県大会：優勝
- JAおきなわ杯争奪2014第24回沖縄県女子サッカー（夏季）選手権大会：優勝
- 第18回九州女子ユースサッカー選手権大会沖縄県大会：優勝
- 平成26年度第18回九州女子ユースサッカー選手権大会：九州大会優勝
- KBC学園杯争奪2014　第25回沖縄県女子サッカー選手権大会：優勝
- JOCジュニアオリンピックカップ第18回全日本女子ユースサッカー選手権大会：全国大会4位

【2015年】
- 第28回九州なでしこサッカー大会沖縄県予選：準優勝
- 第20回九州女子ユース(U-15)サッカー選手権大会沖縄県大会：優勝
- JAおきなわ杯争奪2015第25回沖縄県女子サッカー（夏季）選手権大会：ベスト4
- KBC学園杯争奪第26回沖縄県女子サッカー選手権大会：優勝
- 平成27年度第19回九州女子ユースサッカー選手権大会：九州大会準優勝
- JOCジュニアオリンピックカップ第19回全日本女子ユースサッカー選手権大会

### チームカラー
- 青、    白、   赤

### ユニフォームスポンサー
| 掲出箇所 | スポンサー名         | 表記                 | 掲出年   |
| 胸       | 沖縄銀行             | 沖縄銀行             | 2016年 - |
| 背中上部 | 沖縄ファミリーマート | 沖縄ファミリーマート | 2016年 - |
| 背中下部 | -                    | -                    |          |
| 袖       | リウボウ             | RYUBO                | 2016年 - |
| パンツ   | 琉球新報             | 琉球新報             | 2016年 - |

### ユニフォームサプライヤー
- 2015年 - 2021年： adidas
- 2022年 - 現在：Razzoli

### 歴代ユニフォームスポンサー年表
| 年度 | 胸       | 鎖骨 | 袖                     | 背中上部             | 背中下部 | パンツ前面 | パンツ背面 | サプライヤー |
| 2015 | 沖縄銀行 | -    | RYUBO リウボウグループ | 沖縄ファミリーマート | -        | -          | -          | adidas       |
| 2016 | 沖縄銀行 | -    | RYUBO リウボウグループ | 沖縄ファミリーマート | -        | 琉球新報   | -          | adidas       |
|      |          |      |                        |                      |          |            |            |              |
| 2021 | 沖縄銀行 | -    | RYUBO                  | 沖縄ファミリーマート | -        | 琉球新報   | -          | adidas       |
| 2022 | 沖縄銀行 | -    | RYUBO                  | 沖縄ファミリーマート | -        | 琉球新報   | -          | Razzoli      |

## NPO法人としての5つの事業
1. クラブスポーツ運営事業 (ヴィクサーレ沖縄FC)
2. スポーツ指導者養成事業
3. 地域ボランティア育成事業 (清掃ボランティア活動)
4. 健康・生きがい促進事業 (ウォーキングクラブ活動、親子サッカー教室等)
5. スポーツ施設運営事業 (※指定管理期間満了により豊見城市立与根屋外体育施設の指定管理業務は2012年度で終了)

※2007年8月1日より2013年3月31日まで豊見城市教育委員会より委託を受け「豊見城市立与根屋外体育施設（野球場・サッカー場）」を指定管理者として管理・運営を行っていた。

## その他の事業
- 2006年度より那覇市教育委員会より委嘱を受け、那覇市内の幼稚園・児童クラブへ講師を派遣しサッカー教室（派遣指導）を行っている。
- 総合型スポーツクラブとして、2012年度より「ウォーキングクラブ（週1回・金）」「チアリーディングクラブ（週1回・日）」「タグラグビースクール（週1回・日）」を行っている。
- 豊見城市立与根サッカー場は（公財）日本サッカー協会の行っている「JFAグリーンプロジェクト・ポット苗方式芝生化モデル事業」にの芝生ポット苗の無償提供を受けた。JFAより認定を受け沖縄県内のポット苗の沖縄県の生産拠点として活動も行っていた。

## 京都サンガF.C.との関係
- 理事長であり、総監督の加藤久の京都サンガF.C.入り（2007年当初はフロント入り）に伴い、京都サンガF.C.とは選手育成面で協力関係にあった。ヴィクサーレ出身選手（スカラーアスリートプロジェクト制度による）が京都サンガU－18に所属していた（卒業生を含めると通算で4名）。

## 主な大会成績・タイトル
- ユース
  - 2008年度九州クラブユース選手権3位
- ジュニアユース
  - 2005年度第39回沖縄県ユース（U-15）サッカー選手権大会・優勝
  - 2005年度高円宮杯全国大会出場
  - 2011年度第26回九州クラブユース（U-15）サッカー選手権沖縄県大会・優勝
  - 平成23年度第45回沖縄県サッカー祭り（C組）・優勝
  - 2011年度第21回九州クラブユース（U-14）サッカー選手権沖縄県大会・優勝
  - 2012年度第27回九州クラブユース（U-15）サッカー選手権沖縄県大会・優勝
  - 2012年度第46回沖縄県ユース（U-15）サッカー選手権大会・優勝（6年ぶり2度目）
- ジュニア
  - 2006年度全日本少年サッカー大会 沖縄県大会優勝、全国大会出場
  - 2006おきぎんJカップ　第29回沖縄県ジュニアサッカー（U-12）沖縄県大会・優勝
  - 2009年度全日本少年サッカー沖縄県大会3位（2009シーサイドカップin吹上浜海浜公園へ九州派遣）
  - 2009おきぎんJカップ　第32回沖縄県ジュニアサッカー（U-12）沖縄県大会・優勝（3年ぶり2度目）
  - JA共済カップ 第23回沖縄県ジュニアサッカー（U-11）沖縄県大会3位
  - 2010年度全日本少年サッカー沖縄県大会・優勝（4年ぶり2度目）
  - 第5回沖縄ファミリーマートCUP沖縄県ジュニア（U-11）フットサル沖縄県大会・優勝
  - 2010おきぎんJカップ　第33回沖縄県ジュニアサッカー（U-12）沖縄県大会・優勝（2年連続3度目）
  - バーモントカップ第21回全日本少年フットサル大会　沖縄県大会・優勝、全国大会出場
  - 2011おきぎんJカップ　第34回沖縄県ジュニアサッカー（U-12）沖縄県大会・優勝（3年連続4度目）
  - バーモントカップ第21回全日本少年フットサル大会　全国大会ベスト16
  - 2012おきぎんJカップ　第35回沖縄県ジュニアサッカー（U-12）沖縄県大会・優勝（4年連続5度目）